# Onychopterocheilus coctus
Onychopterocheilus coctus är en stekelart som först beskrevs av Giordani Soika 1970.  Onychopterocheilus coctus ingår i släktet Onychopterocheilus och familjen Eumenidae. Inga underarter finns listade i Catalogue of Life.